# José Aranguren

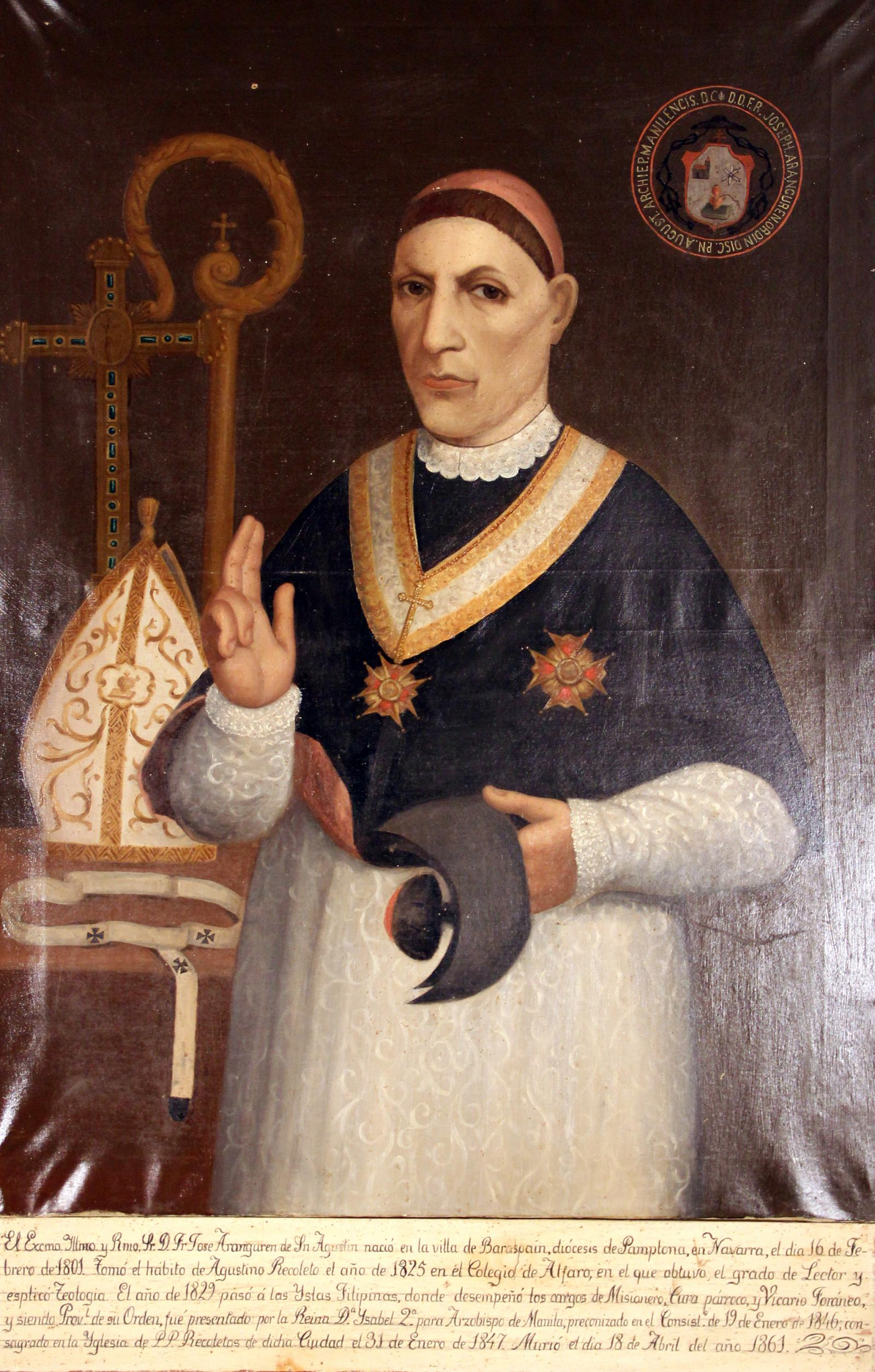
José Aranguren

José Julián de Aranguren (Barásoain, 16 februari 1801 - 18 april 1861) was een Spaans rooms-katholieke geestelijke. Aranguren was van 1846 tot zijn dood in 1861 de aartsbisschop van het Aartsbisdom Manilla.
Aranguren werd geboren in het Spaanse Barasoain in de buurt van Pamplona. Hij studeerde filosofie in Pamplona en rechten in Zaragoza. In 1818 trad hij in Alfaro toe tot de kloosterorde van de Augustijnen recollecten. Aranguren vertrok ruim tien jaar later naar de Filipijnen waar hij in 1830 aankwam. Daar werkte hij in diverse functies voor de kloosterorde in de provincie Pampanga. In 1843 werd Aranguren gekozen tot provinciaal van de recollecten.
Op 19 januari 1846 werd hij door de Spaanse koningin Isabella II benoemd tot aartsbisschop van Manilla. De wijding tot aartsbisschop volgde ruim een jaar later op 31 januari 1847. Aranguren overleed in 1861 op 60-jarige leeftijd en werd als aartsbisschop opgevolgd door Gregorio Melitón Martínez Santa Cruz..